# Давыдов, Борис Львович
Борис Львович Давы́дов (1911 — 1980) — советский учёный в области технических наук, специализирующийся в горных науках, доктор физико-математических наук, профессор.

## Биография
Родился 2 (15 мая) 1911 года в Бахмуте (ныне Донецкая область, Украина).
Отец Бориса, Лев Абрамович, был врачом. Выпускник Харьковского университета. В 1910 году он возвратился в свой родной город, чтобы заняться там врачебной практикой.
Мать Бориса, Евгения Абрамовна, окончила Женскую гимназию плюс один год учительского класса, что давало право на преподавание в младших классах. С 18 лет она была помолвлена с Львом Давыдовым, будущим врачом. Чтобы в будущем быть помощницей мужу в его деле, Евгения дополнительно окончила одногодичные зубоврачебные курсы. Диплом этих курсов был медицинским. Лев и Евгения сыграли свадьбу в 1910 году.
Евгения была замечательной пианисткой, что создавало в доме музыкальную атмосферу. Очень часто устраивались музыкальные вечера для друзей и родственников. Евгения играла, а все остальные пели. Основной репертуар — русские романсы.
Борис и его младший брат Виктор росли в доме, где звучала музыка. Конечно, оба учились музыке: Борис — на фортепиано, Виктор — на скрипке.
В 1935 году Б. Л. Давыдов окончил вечернее отделение филиала ХММИ в Краматорске, специальность «Подъёмно-транспортные машины», с того же года — аспирант Донецкого индустриального института (Сталино) (руководитель — доцент Ф. С. Браславский).
В 1939 году защитил кандидатскую, с того же года доцент в Донецком индустриальном институте.
1941 год, июнь, начало войны — отправил в Таджикистан, в город Сталинабад (Душанбе), жену с полуторагодовалой дочкой, своих маму и бабушку, а также семью своего младшего брата Виктора, который погиб в действующей армии в октябре 1941 года. Этим он спас их всех от неминуемой гибели при оккупации Украины.
С 1941 по начало 1942 года — трудовой фронт (рытьё окопов на подступах к городу Сталино (Донецку).
В 1942 − 1944 годах — главный инженер Народного Комиссариата местной промышленности Таджикской ССР (Душанбе).
1944 год — главный конструктор Донецкого института по проектированию машин угольной промышленности в Сталино.
В 1945 году защитил докторскую диссертацию.
С 1948 года заведовал кафедрой «Горные машины» в ХГИ.
1950 год — в журнале «Уголь» опубликовал статью «Перспективы и задачи теории рудничного подъёма», где применил математческий метод вариационного исчисления для решения задачи о диаграмме подачи электричества на лебёдку при подъёме клети в шахте.
1951 год — в журнале «Уголь» была опубликована статья нескольких авторов "Отклики на статью Б. Л. Давыдова «Перспективы и задачи теории рудничного подъёма». В ней был он был обвинён в неправильном толковании маркстской теории при применении математического метода вариационного исчисления при решении задачи. Впоследствии был за решение этой задачи был назван «блистательным первопроходцем» в области применения методов вариационного исчисления для решения инженерных задач.
Петров Юрий Петрович «История и философия науки. Математика, вычислительная техника, информатика» учебное пособие, 2005 г., с. 286:

1950 году профессор Борис Львович Давыдов в журнале «Уголь» опубликовал статью, в которой он, пользуясь вариационным исчислением и удивительно остроумно преодолев все трудности решения, нашёл наивыгоднейшую диаграмму скорости подъёма клети в шахте (использование этой диаграммы могло принести существенный экономический эффект), то на следующий год в том же журнале были опубликованы отклики пяти авторов на эту статью, в которых самым непримиримым образом отвергались результаты Б. Л. Давыдова. Исчерпав технические аргументы, оппоненты Б. Л. Давыдова перешли к доводам политическим «Метафизическое отношение проф. Давыдова привело его к надуманной абстрактной теории, которая применима как будто везде, а в действительности, нигде. Марксизм учит, что абстрактной истины нет; истина всегда конкретна», так писали они в своём отклике. После опубликования этих резких отзывов, Б. Л. Давыдов прекратил дальнейшую работу в области применения вариационных методов.
Позже, в 60-е годы XX века, когда развернулось победное шествие вариационных методов решения технических задач, я спросил Бориса Львовича — не хочет ли он вернуться в ту область науки, где он был столь блистательным первопроходцем? Он ответил: «Мне уже поздно. Силы ушли. Да и слишком тяжёлые воспоминания связаны у меня с той давней моей статьёй».

В 1954 году был командирован в КНР в Пекинский горный институт. Читал спецкурсы аспирантам. Подготовил к защите 10 аспирантов. Все защитили кандидатские диссертации. Вплоть до культурной революции и после неё все его ученики были профессорами в вузах КНР.
С 1957 по 1964 годы — Заведующий кафедрой «Горные машины рудничный транспорт» Харьковского Горного института.
С 1964 по 1980 годы — Заведующий кафедрой «сопротивление материалов» УЗПИ.
Женат с 1935 года. Жена — Любовь Марковна Бродская (1915—1985) — горный инженер, две дочери, две внучки и внук, одна правнучка и пять правнуков.

## Награды и премии
- три медали и Почётная Грамота Президиума Верховного Совета Таджикской ССР (1944)
- Сталинская премия третьей степени (1947) — за усовершенствование электроподъёмных машин для глубоких шахт Донбасса за «Усовершенствование подъёмных машин для глубоких шахт Донбасса»
- грамота и благодарность Министра Высшего образования КНР (1957)
- медаль Медаль «Китайско-советская дружба» (1957)
- знак «Шахтёрская слава» I степени.

## Ученики Б. Л. Давыдова
В СССР подготовил 41 кандидата наук и одного доктора наук, в КНР — 10 кандидатов наук.

## Направления творчества
Б. Л. Давыдов — автор более 80 научных статей и 7 книг, многие из которых переведены на китайский язык. Основные работы в области проблем подъёмно-транспортного машиностроения.

### Книги на русском языке
- Борис Львович Давыдов, Неполадки шахтных подъёмных установок, их предупреждение и устранение- Углетехиздат, 1948, 184 с.
- Борис Львович Давыдов, Расчёт и конструирование шахтных подъёмных машин, — Углетехиздат, 1949, 298 с., Допущено в качестве учебного пособия для вузов
- Борис Львович Давыдов, Некоторые вопросы проектирования шахтных подъёмных установок, — Углетехиздат, 1950, 140 с. Переведена на китайский язык, Углетехиздат КНР, 1955
- Борис Львович Давыдов, Борис Александрович Скородумов, Динамика горных машин, — Гос. научно-техн. изд-во лит-ры по горному делу, 1961, 334 с.
- Борис Львович Давыдов, Юрий Владимирович Бубырь, Лекции по теории и расчёту выемочных и проходческих горных машин, -Издательство Харьковского университета, 1962, 375 с.
- Борис Львович Давыдов, Борис Александрович Скородумов, Расчёт и конструирование угледобывающих машин, — Госгортехиздат, 1963, 586 с.
- Борис Львович Давыдов, Борис Александрович Скородумов, Юрий Владимирович Бубырь, Редукторы: конструкции, расчет и испытания, — Машгиз, 1963, 472 с.
- Борис Львович Давыдов, Статика и динамика машин, УДК: 531, М., 1967, 432 с.

### Статьи и книги на китайском языке
- Борис Львович Давыдов, Некоторые вопросы проектирования шахтных подъёмных установок, Углетехиздат КНР, 1955, 119 с.
- Борис Львович Давыдов, Очерк развития механизации угольной промышленности Советского Союза, в книге «Опыт механизации производственных процессов в угольной промышленности» , Углетехиздат КНР, 1955, 23 с.
- Борис Львович Давыдов, Теория гидравлического тормозного устройства шахтных подъёмных машин, -Труды Пекинского Горного института, № 3, 1955, 12 с.
- Борис Львович Давыдов, Пути совершенствования конструкций скребковых конвейеров,- Сборник переводов в угольной промышленности, № 4, 1955,5 с.
- Борис Львович Давыдов, Современные методы проектирования шахтных подъёмных машин, -Цунтинтичи (Тяжёлое машиностроение), № 6, 1955, 6 с.
- Борис Львович Давыдов, Механизация основных процессов угольной промышленности, её развитие и перспективы, -Мытангуньей (Угольная промышленность), № 19, 1955, 16 с.
- Борис Львович Давыдов, Расчёт и конструирование шахтных подъёмных машин, -Углетехиздат КНР, 1956, 404 с.
- Борис Львович Давыдов, Неполадки шахтных подъёмных установок, их предупреждение и устранение- Углетехиздат КНР, 1957, 202 с.
- Борис Львович Давыдов, Динамика горных машин, Углетехиздат КНР, 1957, 306 с.
- Борис Львович Давыдов, Машины угольной промышленности, том 1, Угледобывающие машины, — Углетехиздат КНР, 1956, 415 с.
- Борис Львович Давыдов, Машины угольной промышленности, том 2, Машины рудничного транспорта и подъёма, — Углетехиздат КНР, 1957, 349 с.